# Hamoud Al-Shemmari
Hamoud Fleitah Al-Shemmari (arabe : حمود فليطح) (né le 26 septembre 1960 au Koweït) est un footballeur international koweïtien, qui évoluait au poste de défenseur.

## Biographie

### Carrière en sélection
Avec l'équipe du Koweït, il a joué 13 matchs (pour aucun but inscrit) entre 1980 et 1989. Il figure dans le groupe des sélectionnés lors de la coupe du monde de 1982.
Il a également participé à la Coupe d'Asie des nations de 1984, ainsi qu'aux JO de 1980.

## Palmarès
Avec le Kazma SC, il remporte la Coupe du Koweït à deux reprises en 1982 et en 1984 mais s'incline en finale l'année suivante.